# Tribu Las Vegas dels indis paiute de la Colònia índia de Las Vegas
La Tribu Las Vegas dels indis paiute de la Colònia índia de Las Vegas és una tribu reconeguda federalment de la nació ameríndia paiute del sud al sud de Nevada.

## Reserva
La tribu Las Vegas dels indis Paiute té una reserva, la Colònia índia Las Vegas, a 36° 21′ 02″ N, 115° 20′ 27″ O / 36.35056°N,115.34083°O al comtat de Clark (Nevada) adjacent a la cantonada nord-oest de Las Vegas. La reserva fou establida inicialment en 1911, i avui té 3.850 acres de superfície. En 1992 vivia a la reserva 52 membres de la tribu dels 71 que n'estaven registrats com a membres.

## Història
La tribu és descendent dels Tudinu o "poble del desert", avantpassats de la majoria de les tribus paiute del sud el territori tradicional dels quals era la baixa vall del riu Colorado així com les muntanyes i rierols del desert de Mojave a Nevada, Califòrnia i Utah. A començaments del segle xix s'hi establiren colons no nadius, provocant el desplaçament de les tribus locals tant de la seva terra rica com de les zones muntanyoses riques en arbres.
Els assentaments permanents no foren importants fins després de 1855 quan l'àrea va ser annexada als Estats Units. Aquest mateix any una missió de l'Església de Jesucrist dels Sants dels Darrers Dies construí un fort a Las Vegas Springs amb el doble propòsit de convertir els paiutes i actuar com un node en una ruta naval Salt Lake-to-the-sea. Encara que la missió va ser de curta durada va marcar l'inici de l'establiment americà permanent en el lloc en què, deu anys després, es va reconstruir el fort, novament habitat i rebatejat com Ranxo Las Vegas.
L'assentament va créixer després que William A. Clark adquiró la propietat de gran part de les terres de la tribu, va construir el ferrocarril San Pedro, Los Angeles i Salt Lake que el travessava i va establir la ciutat de Las Vegas adjacent a la font d'aigua més important de la regió. En veure la despossessió de la tribu, el 30 de desembre de 1911 Helen J. Stewart, propietari del Ranxo Las Vegas abans del ferrocarril, cedí 10 acres de la terra de Las Vegas als paiutes, creany la colònia índia Las Vegas. Fins a 1983 això era l'única terra comunal de la tribu, formant una petita "ciutat dins d'una ciutat", al centre de Las Vegas.
La tribu va ratificar la seva constitució i estatuts el 22 de juliol de 1970. Van ser reconeguts pel govern federal, sota la Llei de Reorganització Índia. El 1983 el Congrés va tornar a la tribu 3.800 acres de terra entre els vessants orientals de Mount Charleston a les Muntanyes Spring i els flancs occidentals de Sheep Range. Aquesta terra ara coneguda com la Reserva Snow Mountain de la Tribu d'Indis Paiute Las Vegas.

## Avui
La Tribu Las Vegas dels indis paiute actualment regenta un supermercat, dues tendes de tabac; un programa de salut i un de recursos humans; un departament de policia amb 10 oficial i un club de golf al nord-oest de Las Vegas. La tribu organitza el pow wow anual Annual Snow Mountain cada dia dels Caiguts.
La seu de la tribu es troba a Las Vegas i és governada per un consell tribal de set persones.